# Murakumo-Klasse
Die Murakumo-Klasse (japanisch 叢雲型駆逐艦 Murakumo-gata kuchikukan) war eine Klasse von sechs Torpedobootszerstörern der Kaiserlich Japanischen Marine, die Ende des 19. Jahrhunderts gebaut wurden und bis Mitte der 1920er Jahre in Dienst standen.

## Allgemeines
Die Boote der Murakumo-Klasse waren eine Fortentwicklung des von Thornycroft & Co. entwickelten Zweischornstein-Torpedobootszerstörer der 30-knotter-Klasse, von denen die Werft zehn Boote an die britische Marine zwischen Februar 1897 bis September 1900 lieferte. Diese bildeten 1912 bei der Benennung der britischen Zerstörer-Klassen nach Buchstaben die D-Klasse.
Zeitgleich zu den ab dem Haushaltsjahr 1896 beschafften Booten der Murakumo-Klasse wurden sechs weitere (Vierschornstein-)Zerstörern der Ikazuki-Klasse von der Yarrow-Werft in Poplar für die japanische Marine gebaut.

## Einheiten
| Name              | Bauwerft              | Kiellegung        | Stapellauf        | Indienststellung  | Verbleib                                                                               |
| ----------------- | --------------------- | ----------------- | ----------------- | ----------------- | -------------------------------------------------------------------------------------- |
| Murakumo (叢雲)   | Thornycroft, Chiswick | 1. Oktober 1897   | 16. November 1898 | 29. Dezember 1898 | April 1919 Depotschiff, 1. Juli 1920 Minensucher; 1922 Wachboot, 4. Juni 1925 versenkt |
| Shinonome (東雲)  | Thornycroft, Chiswick | 1. Oktober 1897   | 14. Dezember 1898 | 1. Februar 1899   | am 23. Juli 1913 vor Formosa aufgelaufen, am 6. August abgeschrieben                   |
| Yūgiri (夕霧)     | Thornycroft, Chiswick | 1. November 1897  | 26. Januar 1899   | 10. März 1899     | April 1919 Depotschiff, Juli 1920 Minensucher; 1. April 1922 außer Dienst              |
| Shiranui (不知火) | Thornycroft, Chiswick | 1. Januar 1898    | 15. März 1899     | 13. Mai 1899      | April 1922 Minensucher, August 1923 Wachschiff, 25. Februar 1923 außer Dienst          |
| Kagerō (陽炎)     | Thornycroft, Chiswick | 1. August 1898    | 23. Oktober 1899  | 31. Oktober 1899  | April 1922 Wachschiff, 25. Februar 1925 außer Dienst                                   |
| Usugumo (薄雲)    | Thornycroft, Chiswick | 1. September 1898 | 16. Januar 1900   | 1. Februar 1900   | April 1922 Minensucher, August 1923 Wachschiff, 29. April 1925 versenkt                |